# Patrick Friesacher
Patrick Friesacher (1980. szeptember 26.) osztrák autóversenyző.

## Pályafutása
1998-ban harmadikként zárt a francia Formula Campus sorozatban. 1999-ben a francia, majd 2000-ben a német Formula–3-as bajnokságban versenyzett.
2001-ben került a nemzetközi Formula–3000-es szériába, ahol a Red Bull Junior csapatával, majd a Super Nova Racing és a Coloni Motorsport alakulatával egészen 2004-ig szerepelt. Ez időszak alatt két futamgyőzelmet szerzett, mind a kettőt a magyar versenyről. Legjobb összetett helyezését a 2003-as szezonban érte el, amikor is az ötödik helyen zárta a pontversenyt.

### Formula–1

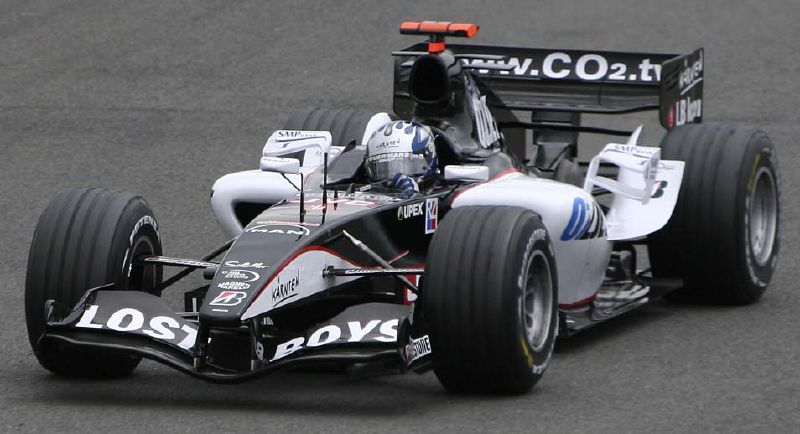
Friesacher a 2005-ös brit versenyen

2004 novemberében tesztelhetett a Minardi Formula–1-es csapatával a misanói versenypályán, Olaszországban. 2005. február 14-én egyéves szerződést írt alá a csapattal. Patrick a holland Christijan Albers csapattársaként kezdte meg az évet.
Az amerikai versenyen hét csapat is visszalépett, és mindössze hat autó, köztük Friesacher és Albers maradt a pályán. Patrick hatodikként ért célba, amivel három világbajnoki pontot szerzett. A szezon második felében szponzorációs gondjai akadtak, és nem tudta teljesíteni pénzügyi vállalásait a csapat felé. A német nagydíjon már nem állhatott rajthoz, helyét a holland Robert Doornbos vette át.

### A1GP
2006-ban az A1 Grand Prix sorozatba ment, ahol hazája csapatát képviselte. A 2005-2006-os szezonban egy tizedik és egy kilencedik helyezést ért el a mexikói versenyen, három ponttal gazdagítva Ausztria csapatát.

### Amerikai Le Mans-széria
Öt versenyen vett részt a 2008-as Amerikai Le Mans-széria sorozatában. Négy dobogós helyezést szerzett kategóriájában ezalatt, a szezon nagy részét azonban egy tesztbaleset miatt ki kellett hagynia.

## Eredményei

### Teljes Formula–3000-es eredménysorozata
(Táblázat értelmezése)

(Félkövér: pole-pozícióból indult; dőlt: leggyorsabb kört futott) 

| Év   | Csapat               | 1      | 2      | 3      | 4      | 5      | 6      | 7      | 8      | 9      | 10     | 11     | 12     | Helyezés | Pont |
| ---- | -------------------- | ------ | ------ | ------ | ------ | ------ | ------ | ------ | ------ | ------ | ------ | ------ | ------ | -------- | ---- |
| 2001 | Red Bull Junior Team | INT Ki | IMO 5  | CAT 8  | A1R Ki | MON Ki | NÜR 10 | MAG 4  | SIL 19 | HOC 11 | HUN 4  | SPA 10 | MNZ Ki | 13.      | 8    |
| 2002 | Red Bull Junior Team | INT 10 | IMO 5  | CAT 11 | A1R 5  | MON 2  | NÜR 4  | SIL 7  | MAG 7  | HOC Ki | HUN 6  | SPA 16 | MNZ Ki | 10.      | 14   |
| 2003 | Red Bull Junior Team | IMO 2  | CAT Ki | A1R    | MON    | NÜR Ki | MAG 11 | SIL 5  | HOC 3  | HUN 1  | MNZ 2  |        |        | 5.       | 36   |
| 2004 | Super Nova Racing    | IMO 9  | CAT 4  | MON 5  | NÜR Ki |        |        |        |        |        |        |        |        | 5.       | 33   |
| 2004 | Coloni Motorsport    |        |        |        |        | MAG 3  | SIL 5  | HOC Ni | HUN 1  | SPA 5  | MNZ Ki |        |        | 5.       | 33   |

### Teljes Formula–1-es eredménysorozata
(Táblázat értelmezése)

(Félkövér: pole-pozícióból indult; dőlt: leggyorsabb kört futott) 

| Év   | Csapat  | 1      | 2      | 3      | 4      | 5      | 6      | 7      | 8      | 9     | 10     | 11     | 12  | 13  | 14  | 15  | 16  | 17  | 18  | 19  | Helyezés | Pont |
| ---- | ------- | ------ | ------ | ------ | ------ | ------ | ------ | ------ | ------ | ----- | ------ | ------ | --- | --- | --- | --- | --- | --- | --- | --- | -------- | ---- |
| 2005 | Minardi | AUS 17 | MAL Ki | BHR 12 | SMR Ki | ESP Ki | MON Ki | EUR 18 | CAN Ki | USA 6 | FRA Ki | GBR 19 | GER | HUN | TUR | ITA | BEL | BRA | JPN | CHN | 21.      | 3    |

## Fordítás
- Ez a szócikk részben vagy egészben  a   Patrick Friesacher című angol Wikipédia-szócikk fordításán alapul.  Az eredeti cikk szerkesztőit annak laptörténete sorolja fel. Ez a jelzés csupán a megfogalmazás eredetét és a szerzői jogokat jelzi, nem szolgál a cikkben szereplő információk forrásmegjelöléseként.

## Külső hivatkozások
- Patrick Friesacher hivatalos honlapja
- Profilja a driverdatabase.com honlapon